# Antic Seminari Diocesà de Vic
L'Antic Seminari és l'anterior seu del Seminari de Vic protegida com a Bé Cultural d'Interès Local al centre de la capital d'Osona. Conjunt d'edificis organitzats a partir de l'església de Sant Just i el seu claustre a l'interior de l'illa. L'edifici consta de planta baixa i quatre pisos superior. Les obertures s'organitzen en eixos verticals i són totes de llinda plana amb brancals de carreus de pedra. Els portals que es conserven a la planta baixa son d'arc rebaixat.